# Raggruppamento Autonomo del Ministero della Difesa
Il Raggruppamento Autonomo del Ministero della Difesa (noto anche come RAMDIFE) è un'unità appartenente allo Stato maggiore della difesa con funzioni tecnico-amministrative per il supporto logistico allo Stato Maggiore della Difesa, al Ministero della difesa e al Segretario generale della difesa nonché della gestione del Sacrario delle Bandiere.

## Storia
Il raggruppamento viene istituito durante la riorganizzazione del Ministero della Difesa a seguito del Decreto del presidente della Repubblica 1478 del 18 novembre 1965, venendo posto alle dipendenze del capo ufficio del Segretario Generale della Difesa con il compito di inquadrare i militari di truppa delle Forze Armate in servizio presso il Ministero della Difesa e gli Stati Maggiori nonché i reparti automobilistici impiegati presso li stessi. La costituzione avviene il 31 dicembre 1966 attraverso il decreto ministeriale del 30 settembre 1966 che definisce l'ordinamento e le attribuzioni, suddividendolo in:
- Ufficio comando: che si occupa dell'addestramento, del coordinamento e dell'amministrazione del personale e dei materiali nonché del funzionamento dei servizi;
- Unità Servizi: che inquadra i militari di truppa in servizio presso il Ministero della Difesa e degli Stati Maggiori;
- Autogruppo di Manovre Interforze "SALARIA": che inquadrava i reparti automobilisti al servizio del Ministero e degli Stati Maggiori.

Il decreto del Presidente della Repubblica 556 del 15 ottobre 1999 e l'ordine di servizio del 31 ottobre 2000 hanno posto il raggruppamento alle dipendenze del Vicesegretario Generale della Difesa.

## Organizzazione
L'organizzazione del reparto è la seguente:
- Comandante del Raggruppamento: si occupa dell'amministrazione generale e del comando del Raggruppamento, attualmente è il Generale di Divisione Giuseppe Di Giovanni;
  - Vice Comandante del Raggruppamento: dipende direttamente dal Comandante, lo sostituisce in caso di necessità, attualmente è il Colonnello (G) s. SM Lorenzo Gajani Billi.
    - Reggimento di Manovra Interforze: si occupa dei servizi di trasporto e di rappresentanze degli Organi Centrali della Difesa, attualmente il comandante è il Colonnello (TRAMAT) RN Daniele Imperatore;[5]
    - Comando Unità Servizi: si occupa del soddisfacimento delle esigenze di funzionamento degli Organi Centrali della Difesa, attualmente il comandante è il Tenente Colonnello Francesco Michele Todisco;[6]
    - Distaccamento Logistico di Orvieto[7]: svolge le attività di supporto alla Direzione Generale per il Personale Militare, l'attuale comandante è il Tenete Colonnello (B) RS Alessandro Cecci;[8]

  - Capo di Stato Maggiore: dipende direttamente dal Comandante, è responsabile del funzionamento dello Stato Maggiore, attualmente è il Colonnello (TRAMAT) s. SM Mauro Cuppone;[9]
    - Ufficio Addestramento e Sicurezza: si occupa dell'attività addestrativa del personale civile e militare del Raggruppamento, l'attuale comandante è il Tenente Colonnello RS Ferdinando Di Gesaro;[10]
    - Ufficio Logistico: si occupa delle problematiche riguardanti le attività logistiche svolte dal raggruppamento, attualmente il comandante è il Tenente Colonnello (TRAMAT) RN Gianfranco Di Resta;[11]
    - Ufficio Manutenzione Infrastrutture: si occupa della manutenzione di Palazzo Esercito nonché di altri immobili alle sue dipendenze, il capo ufficio attuale è il Tenente Colonnello Massimiliano Tulli;[12]
    - Ufficio Personale: si occupa della gestione del personale del Raggruppamento e svolge le attività di controllo su di esso, attualmente il capo ufficio è il Tenente Colonnello (GUA) RS Marco Santolicandro;[13]
    - Sala Medica Centrale: si trova presso Palazzo Esercito e svolge funzioni di posto medico, il comandante attualmente è il Colonnello (ME) Paolo Grosso;[14]

  - Comandante dei Reparti alla Sede: anche noto come Comandante dei Reparti di supporto si occupa della gestione dei vari reparti alle sedi, attualmente è il Colonnello (B) Andrea Carbonaro;[15]
    - Reparto alla Sede "Palazzo Esercito": si occupa della gestione e della sicurezza degli accessi al comprensorio, l'attuale comandante è il Tenente Colonnello Luca Vittori;
    - Reparto alla Sede Comprensorio "Via Marsala": si occupa della gestione e della sicurezza degli accessi al comprensorio, l'attuale comandante del reparto è il Ten. Col. Della Corte Antonio;[16]
    - Reparto alla Sede "Palazzo Messe": si occupa del supporto tecnico-logistico alla Direzione Generale per il Personale Militare e alla Direzione Generale della Previdenza Militare e della Leva nonché della gestione dell'Asilo Nido presente nella sede[17], il comandante attuale è il Tenente Colonnello (B) RS Antonio Iannetta;[18]
    - Reparto alla Sede Comprensorio "Via Labicana": si occupa della gestione e della sicurezza degli accessi al comprensorio;

  - Consulente Giuridico: in qualità di organo tecnico supporta il comandante in materia legale.[19]
  - Ufficiale P.I.: è l'addetto stampa del raggruppamento, si occupa delle relazioni con il pubblico e con i media nonché della gestione del cerimoniale, attualmente è il Colonnello Attilio Cortone.[20]
  - Servizio Prevenzione e Protezione: si occupa del servizio di prevenzione e protezione presso tutte le strutture del raggruppamento, attualmente il comandante è il Maggiore (GUA) RS Daniele Cesari;[21]
  - Sezione Pianificazione, Programmazione e Bilancio: si occupa della pianificazione e della programmazione finanziaria del Raggruppamento;[22]
  - Sacrario delle Bandiere: è un museo all'interno del Vittoriano che racchiude tutte le bandiere delle unità disciolte, il comandante è il Colonnello Marco Ronchi;[23]
  - Servizio Amministrativo: impartisce direttive e si occupa della vigilanza sulle attività svolte dal Raggruppamento, il comandante attuale è il Tenente Colonnello (COM) Massimiliano Casella.[24]

## Comandanti
I comandanti del raggruppamento sono stati i seguenti:
1. Generale di Brigata Luciano Orlando: 31 dicembre 1966 - 4 ottobre 1967;
2. Generale di Brigata Rodolfo Savona: 5 ottobre 1967 - 12 novembre 1971;
3. Generale di Brigata Giuseppe D'Avanzo: 13 novembre 1971 - 14 ottobre 1973;
4. Generale di Brigata Ennio Di Francesco: 15 ottobre 1973 - 30 giugno 1977;
5. Generale di Brigata Carlo Coccia: 1 luglio 1977 - 4 gennaio 1982;
6. Generale di Brigata Enrico Borgenni: 5 gennaio 1982 - 19 settembre 1982;
7. Generale di Brigata Nicola Russo: 20 settembre 1982 - 6 maggio 1984;
8. Generale di Brigata Fortunato Vietri: 7 maggio 1984 - 14 gennaio 1993;
9. Generale di Brigata Franco Stella: 15 gennaio 1993 - 5 aprile 1994;
10. Generale di Brigata Roberto Russo: 6 aprile 1994 - 30 maggio 1996;
11. Colonnello Giacinto Mannavola: 31 maggio 1996 - 1 settembre 1996;
12. Generale di Brigata Renato Salvo: 2 settembre 1996 - 11 maggio 2001;
13. Maggior Generale Ambrogio Conte: 12 maggio 2001 - 5 febbraio 2004;
14. Generale di Brigata Guido Landriani: 6 febbraio 2004 - 30 novembre 2008;
15. Generale di Brigata Rinaldo Rinaldin: 1 dicembre 2008 - 27 ottobre 2010;
16. Maggior Generale Geraldo Vincenzo Restaino: 28 ottobre 2010 - 27 giugno 2019[26];
17. Generale di Divisione Giuseppe Di Giovanni: 28 giugno 2019 - in carica[27].